# Советная
Советная — село в составе Суксунского городского округа в Пермском крае.

## Географическое положение
Село расположено в центральной части округа на расстоянии 2 километра на северо-запад от посёлка Суксун.

## Климат
Климат континентальный. Зима продолжительная, снежная. Средняя температура января −16 °C. Лето умеренно тёплое. Самый тёплый месяц — июль. Средняя температура июля +18 °C. Длительность периода с температурой более 10 °C соответствует периоду активной вегетации и составляет 120 дней, с температурой более 15 °C — 70 дней. Последние заморозки прекращаются в третьей декаде мая, а в отдельные годы — конце апреля или начале июня. Атмосферные осадки выпадают в количестве 470—500 мм в год.

## История
Село известно с 1788 года как деревня Устюгова. Макарьевская церковь построена в 1797 году, действовала до 1937 года. До 2019 входила в состав Киселевского сельского поселения Суксунского района, после упразднения которых входит непосредственно в состав Суксунского городского округа.

## Население
Постоянное население составляло 318 человек в 2002 году (100 % русские), 255 человек в 2010 году.